# Manguaba-lagune
De Manguaba-lagune (Portugees: Lagoa Manguaba) is een estuarium in de Braziliaanse staat Alagoas. Hij wordt gevoed door de Paraíba do Meio. De Mundaú-lagune wordt door verschillende stroompjes verbonden met de Mundaú-lagune en de Atlantische Oceaan. Hierdoor ontstaat een groot aantal kleine eilandjes.
Toeristen kunnen een boottochtje over het meer maken. Aan het meer ligt het dorp Massagueira.